# Nemours
Nemours ist eine französische Stadt mit 13.118 Einwohnern (Stand 1. Januar 2022) im Département Seine-et-Marne in der Region Île-de-France.

## Lage
Nemours liegt 70 Kilometer südöstlich von Paris (BP) im Arrondissement Fontainebleau am Fluss Loing sowie am Canal du Loing, der den gleichnamigen Fluss begleitet.

## Geschichte
Im Mittelalter war Nemours der namensgebende Ort des Herzogtum Nemours, das sich den Mittellauf der Seine entlang bis zum Herzogtum Orléans erstreckte. Während des Hundertjährigen Kriegs befand sich Nemours von 1420-37 unter der Kontrolle der Engländer. Geschichtlich denkwürdig ist die Stadt durch die hier am 7. Juli 1585 zwischen König Heinrich III. und der Heiligen Liga geschlossene Übereinkunft gegen die Hugenotten, das sog. Edikt von Nemours. Dieses verbot den reformierten Kult, verwies die hugenottischen Priester des Landes und stellte die Protestanten vor die Wahl, zum Katholizismus überzutreten oder Frankreich zu verlassen.

## Sehenswürdigkeiten

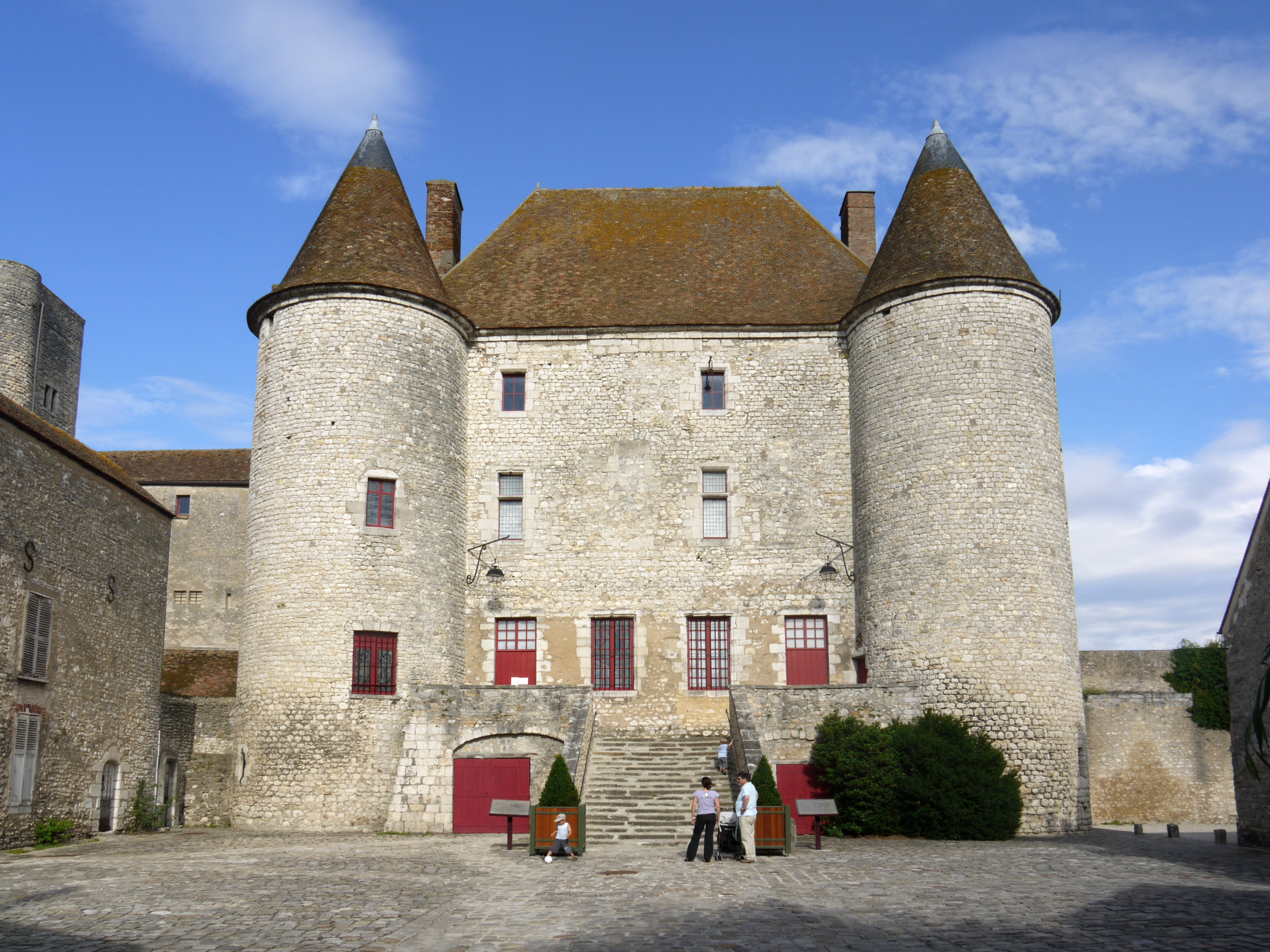
Das Schloss in Nemours

Siehe auch: Liste der Monuments historiques in Nemours
- Die gotische Kirche Saint-Jean-Baptiste wurde 1595 geweiht und ist ein Monument historique.
- Im Ort befindet sich ein Schloss aus dem 12. Jahrhundert. Es ist ebenfalls ein Monument historique.
- Waschhaus, erbaut im 19. Jahrhundert
- Musée de Préhistoire d’Île-de-France, Prähistorisches Museum der Ile-de-France

## Städtepartnerschaften
Nemours ist verschwistert mit der deutschen Gemeinde Mühltal in Hessen.

## Sonstiges
Nemours war Zielort der 1. Etappe von Paris–Nizza 2013.
In Nemours spielt Honoré de Balzacs Roman Ursule Mirouët.
In Madame de Lafayettes Roman La Princesse de Clèves ist der Duc de Nemours eine der Hauptfiguren.

## Persönlichkeiten
- Étienne Bézout (1730–1783), Mathematiker
- Pierre du Pont de Nemours (1739–1817), war Abgeordneter der Stadt während der Französischen Revolution
- Ludwik Mieroslawski (1814–1878), polnischer Freiheitskämpfer
- Philippe Petit (* 1949), Pantomime, Varietékünstler und einer der spektakulärsten Hochseilartisten der Welt
- Jean-François Pescheux (* 1952), Radrennfahrer
- Rudi Garcia (* 1964), Fußballtrainer
- Geoffrey Kondogbia (* 1993), Fußballspieler